# Meringis facilis
Meringis facilis är en loppart som beskrevs av Eads 1979. Meringis facilis ingår i släktet Meringis och familjen mullvadsloppor. Inga underarter finns listade i Catalogue of Life.